# مركز ويسكونسن للصحافة الاستقصائية
مركز ويسكونسن للصحافة الاستقصائية هو منظمة إخبارية غير ربحية تعمل في جامعة ويسكونسن-ماديسون. تتمثل مهمة المنظمة المعلنة في «زيادة جودة وكمية التقارير الاستقصائية في ويسكونسن، مع تدريب الأجيال الحالية والمستقبلية من الصحفيين الاستقصائيين».
في عام 2013، نقض حاكم ويسكونسن سكوت ووكر حقه في ميزانية الدولة لفترة السنتين التي كانت ستحظر التعاون بين جامعة ويسكونسن - ماديسون للصحافة والاتصال الجماهيري والمركز. وبموجب شروط الحكم المقترح، كان المركز سيواجه الطرد من حرم جامعة ويسكونسن، حيث توجد مكاتبه. وكان الجمهوريون في مجلس الشيوخ بولاية ويسكونسن قد أرسلوا مشروع القانون إلى مكتب الحاكم بالتصويت لإزالة المركز من حرم الجامعة بسبب الأسئلة المتعلقة بمصادر التمويل بالمركز والقلق من انحياز عمل المركز ضد المحافظين.
يُعتبر المركز أحد الأعضاء المؤسسين لشبكة الأخبار الاستقصائية، وهي مجموعة من منظمات الصحافة غير الربحية. عمل الصحفي بيل لويدز في المركز لمدة أربع سنوات، وكتب عن تداخل المال والسياسة، قبل أن يصبح محررًا مساعدًا لذا بروغريسف The Progressive في عام 2015.
يشمل مموّلو المركز مؤسسة الأخلاقيات والتميز في الصحافة، ومؤسسة ماكورميك، ومؤسسة فورد، ومؤسسة المجتمع المفتوح. أسهمت جمعية المجتمع المفتوح، التي يمولها جورج سوروس بمبلغ 535,000 دولار للمركز بين عامي 2009 و 2014. وفي عام 2013، تلقى المركز، إلى جانب مينو بوست، منحة قدرها 100.000 دولار من مؤسسة جويس. وقد تم تقديم المنحة لمساعدة المركز في تغطية قضايا الإصلاح السياسي وحماية البيئة والعنف في البندقية في ويسكونسن.
فاز المركز في عام 2017 بجائزة سيغما دلتا تشي Sigma Delta Chi من جمعية الصحفيين المحترفين.